# Дядя Вова, мы с тобой
«Дядя Вова, мы с тобой» (в иностранных средствах массовой информации и научных изданиях в названии песни обычно присутствует восклицательный знак: «Uncle Vova, we are with you!») — российская песня, созданная и впервые исполненная в 2017 году. Композитор и автор слов — Вячеслав Антонов. Первые исполнители — сам Вячеслав Антонов и его сын Николай. В том же году песня также была исполнена депутатом Государственной думы Анной Кувычко с хором кадетского класса Средней общеобразовательной школы № 44 Центрального района города Волгограда. Некоторое внимание уделил этому исполнению пресс-секретарь президента России Дмитрий Песков. В ноябре 2017 года в интервью российским средствам массовой информации он заявил, что «этот клип в Кремле ещё не видели». Он также сделал замечание, что «у разных слоев населения могут быть свои проявления симпатий к президенту».
Содержание песни и её судьба отражены в научной литературе. Доктор Войцех Сигень из Гданьского университета подробно анализировал текст песни в статье «„Дядя Вова, мы с тобой!“. Использование детской семантики в российской политической пропаганде» в польском научном журнале «Проблемы раннего образования». Доктор философии, профессор Университета Отто-Фридриха в Бамберге Сандра Битцер и сотрудница факультета философии и социальных наук Аугсбургского университета Андреа Штайнбах указывали в статье «Музыка на уроках русского языка» на возможность использования песни в преподавании русского языка. Доктор философии по истории Юлии фон Зааль в статье «Дядя Вова, мы с тобой! Милитаризация и мобилизация повседневной детской жизни в Советском Союзе и России» проводит параллели между пропагандой, обращённой к детям, в СССР и современной России. Доктор философии Роберт Киндлер в статье в швейцарском научном онлайн-журнале «Geschichte der Gegenwart» использует текст песни для обоснования своего понимания отдельных аспектов внешней политики России в начале XXI века.
На различные исполнения песни отреагировали крупные региональные, национальные и мировые средства массовой информации: в России — РИА Новости, «Russia Beyond»,  Вести.ру, «Московский комсомолец», в Великобритании — «The Sun», «Daily Mirror», «The Times», «Daily Mail», в США — Радио «Свобода», «The Wall Street Journal», в Германии — «Bild», «Frankfurter Rundschau», «RND Redaktionsnetzwerk Deutschland», сайт австрийской газеты «Der Standard». Среди них государственные, деловые, общественно-политические издания, а также таблоиды.

## Сюжет и текст
Текст песни состоит из трёх четырёхстиший (они выполняют роль куплетов) и трижды повторяемого припева.
В первом куплете описывается драматизм международной ситуации в начале XXI века. Население всего мира устало от бесконечных войн. Евросоюз не может выработать «мнение». Указывается бедственное положение на Ближнем Востоке и роль неназванной в тексте песни мировой сверхдержавы, диктующей остальному миру свою волю («Население шара гегемон достал!»). Завершается первый куплет упоминанием лишения «за океаном» власти президента. В августе 2016 года (за год до появления песни) в результате импичмента была лишена должности президента Бразилии Дилме Русеф. Иногда данная фраза интерпретируется как предсказание лишения должности президента США Дональда Трампа. Так поступает, в частности британская газета «Daily Mirror»: песня «с текстами, которые, кажется, предсказывают импичмент Дональда Трампа».
В припеве называются границы современной территории Российской Федерации: северные моря, «южные рубежи», Курильские острова и берега Балтийского моря. Лирические герои выражают желание сохранить мир для России и готовность в случае необходимости вступить «в последний бой» по призыву «главного командира» «дяди Вовы».
Во втором куплете в ответ на риторический вопрос выражается желание сохранить Родину и проявить волю в её защите. Цитируется в несколько изменённом виде приписываемое императору Александру III великим князем Александром Михайловичем крылатое выражение: «Во всём свете у нас только 2 верных союзника… наша армия и флот. Все остальные, при первой возможности, сами ополчатся против нас». В конце куплета упоминается Красная звезда — геральдический знак, который был символом Красной, а позже Советской армии.
В третьем куплете выражается твёрдая уверенность в нерушимой целостности Отечества и готовность бороться за неё («Грудью встанем»), содержатся заявления о территориальных претензиях других стран в отношении Калининграда, Курильских островов, Крыма и отдельно Севастополя, а также вера авторов песни в возвращение Аляски в состав России («В гавань Родины Аляску возвратим»).

## Появление и распространение песни
Песня появилась в 2017 году, а по отдельным сведениям даже в 2015 году. Её автор — житель города Ульяновска Вячеслав Александрович Антонов. После окончания средней общеобразовательной школы он работал водителем. Антонов был участником Первой чеченской войны, в возрасте 19 лет некоторое время служил в спецназе (до призыва в армию он занимался в секции карате). На счету тогда ещё 19-летнего юноши 183 боевых выхода и участие в рукопашных схватках. Антонову были вручены государственные награды и награды от общественных организаций: «Медаль Суворова», медаль «За боевое содружество» от Министерства внутренних дел Российской Федерации, медаль «За ратную доблесть» от Всероссийской общественной организации ветеранов «Боевое братство», почётный знак «За мужество и героизм», а также юбилейная медаль «25 лет 101-й особой бригаде оперативного назначения». После окончания службы в 2004 году он уехал в Москву. Антонов не сумел поступить в Московский государственный университет культуры и искусств и отказался от попытки поступления во Всероссийский государственный институт кинематографии имени С. А. Герасимова в связи с достижением солидного для абитуриента театрального вуза 27-летнего возраста. В 2007 году стал студентом факультета журналистики Российского государственного социального университета и окончил его в 2013 году. Учился заочно на бюджетном отделении. После окончания вуза работал в охране, а позже — водителем. В музыке он называет себя самоучкой, играет «на всех музыкальных инструментах, которые входят в вокально-инструментальный ансамбль».

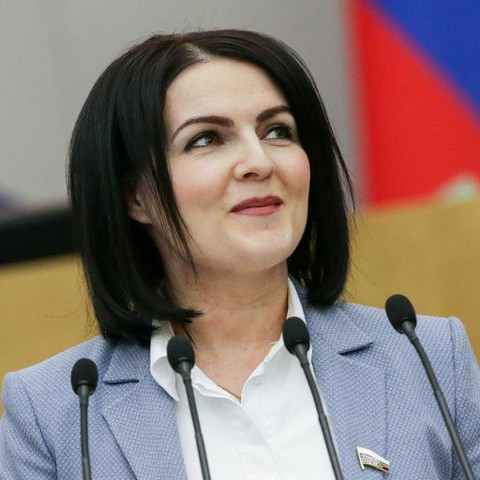
Анна Кувычко в 2016 году

В день 40-летия Антонова родственники подарили ему деньги, на которые он решил записать песню. Рассказывая о мотивах сочинения песни, Вячеслав Антонов сообщал в интервью, что ему «реально нравится» Владимир Путин. Он — «человек военный, настоящий офицер» и «профессиональный политик номер один на мировой арене», а также спортсмен. Кроме того, что сам Антонов занимался спортом в юности занимался спортом, его сын Николай занимался во время сочинения песни самбо и дзюдо. Автор утверждал, что после съёмок видеоклипа на фоне Москвы-реки песня приобрела ажиотажную популярность, хотя его «задёргали и писали гадости». Помощник депутата Государственной Думы Федерального Собрания Российской Федерации VII созыва от партии «Единая Россия», члена комитета Государственной Думы по вопросам семьи, женщин и детей Анны Кувычко получила разрешение на исполнение песни от автора. Этот клип с участием Анны Кувычко и хора кадетского класса Средней школы с углубленным изучением отдельных предметов № 44 Центрального района № 44 города Волгограда получил широкий резонанс.
После получения песней широкой известности Антонов в сентябре 2019 года создал ВИА «За Глубинку», который до начала пандемии COVID-19 выступал с гастролями по Российской Федерации, но в связи с карантином приостановил концертную деятельность. После окончания карантина ансамбль перестал собирать залы. Антонов стал известным блогером, получил серебряную кнопку YouTube. Только один видеоклип «За Глубинку» к середине 2022 года посмотрели более 34 миллионов зрителей.
В 2017 году Вячеслав Антонов наотрез отказывался беседовать с прессой по поводу песни. По утверждению радиостанции «Говорит Москва», со слов директора автора песни, Антонов «общается со СМИ только на возмездной основе». Сам он объяснял свою принципиальную позицию так: «идёт травля, информационная война, доверять очень сложно. О чём напишет жёлтая пресса, расскажет польское телевидение? Они меня обольют грязью. Тогда зачем мне на них время тратить?» В настоящее время он поменял позицию по этому вопросу. «Никому не отказываю в совместном фото, отвечаю на вопросы, даю интервью без проблем, стараюсь никого не обидеть», — говорит он при очередном общении с журналистом. Однако, он отрицательно относится к журналистам на Российском телевидении. «Не совсем честные люди эти ТВ-шники, не люблю я их, хотя и сам по образованию журналист, ведь знаю, как они должны работать, а они разводят людей, рейтинги себе делают на доверчивости простых людей, но это отдельная тема», — утверждает он после выступления на шоу «Привет, Андрей!».
В 2022 году внимание региональной прессы привлёк видеоклип с исполнением песни учениками Средней общеобразовательной школы № 11 имени Героя России И. В. Марьенкова города Лабинска Лабинского района Краснодарского края. Его разместил глава администрации этого района (в тексте статьи ошибочно Усть-Лабинского) Владимир Забургаев в своём Telegram-канале. Имени Владимира Путина в тексте песни не оказалось. Вместо «Дядя Вова, мы с тобой» учащиеся пели: «Президент наш, мы с тобой». Текст в клипе иллюстрируется кадрами парада на Красной площади, танков, вертолётов, мемориальных комплексов, и выстроенной из детей буквой «Z» у Вечного огня. Автор песни Вячеслав Антонов выразил недовольство записью клипа: «В песне напели свой вокал, но хотя бы могли убрать мой бэк-вокал. А так слышно меня и моего ребёнка», «я никакого разрешения [на исполнение и изменение текста песни] абсолютно не давал». Вместо «президент, аж [именно так в тексте интервью], мы с тобой» Антонов предложил петь: «Россия, мы с тобой!» или «Родина, мы с тобой!». Видеоряд клипа он оценил положительно.
Внимание национальной и международной прессы привлекали и другие исполнения песни «Дядя Вова, мы с тобой»: педагогами и воспитанниками Детского сада № 200 Ленинского района города Саратова, учащимися 4 класса одной из калининградских школ, ещё одно исполнение учениками средней школы № 11 Краснодарской области.
Новую волну популярности песни автор связывает с последствиями вторжения России на Украину: «Кто-то спекулирует песней, кто-то реально относится патриотично, но есть и противники, правда о них и говорить не считаю нужным». В 2020-е годы время сын Антонова Николай редко выступает на концертах отца. Он учится, занимается спортом, собирается поступать в военный вуз.

## Реакция представителей власти на видеоклип Анны Кувычко

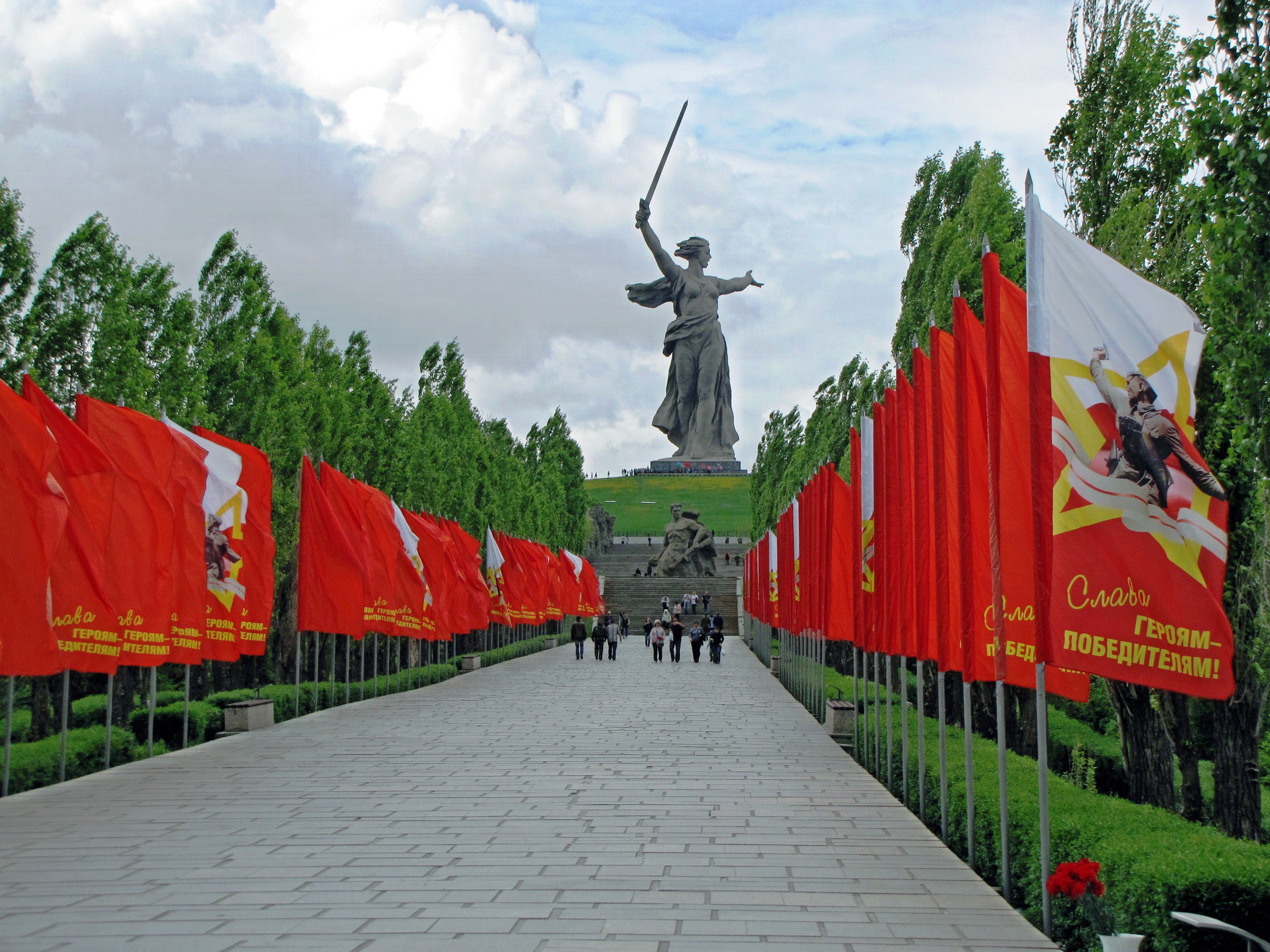
Вид на Мамаев курган, где проходили съёмки клипа

Видеоклип «Дядя Вова, мы с тобой» был снят на Мамаевом кургане в Волгограде. Во время исполнения песни кадеты держали в руках таблички с фотографиями погибших в Великую Отечественную войну родственников. Разрешение на участие детей в записи дали комитеты образования города и области, администрация школы № 44 и родители самих школьников. Широкое распространение клипа, противоречивые мнения о нём россиян и внимание к нему зарубежной прессы заставило средства массовой информации обратиться к российскому руководству с просьбой объяснить свою позицию о отношению к песне. Пресс-секретарь президента РФ Дмитрий Песков сообщил, что «этот клип в Кремле ещё не видели». Он также сделал замечание, что «у разных слоев населения могут быть свои проявления симпатий к президенту». «Не секрет, что он действительно пользуется популярностью», — заявил пресс-секретарь президента.
Депутат Государственной Думы Анна Кувычко в заявлении РБК отметила, что не ожидала такой ожесточённой критики видеоклипа. «Мы со спокойной улыбкой относимся к реакции СМИ и обеспокоенности наших западных коллег относительно Аляски. Я напоминаю, что мы не являемся ни авторами слов, ни музыки, мы лишь исполняем это произведение, из песни слов не выкинешь, но я могу вам совершенно ответственно заявить, что ни у волгоградских кадетов, ни у меня нет и не было планов по захвату мира или по силовому захвату Аляски», — сказала она.

## В науке
Кандидат искусствоведения Юрий Богомолов в статье «Антропологические практики в современном артхаусном кино. Сокуров, Балабанов, Звягинцев» иллюстрирует песней свою мысль: «С некоторых пор Его Величество Дитя стало товаром и к тому же хорошо продаваемым товаром на отечественном ТВ». Он пишет, что с проблемой «идеологии, обещающей рай на земле» в настоящее время сложно работать. Иногда усилия региональных чиновников в этом направлении выглядят достаточно карикатурными. Исполнение хором кадетов песни он характеризует так: «В Волгограде юные кадеты поют про свою готовность умереть за дядю Вову. Поют при параде мальчики и девочки с пониманием сложного международного положения своей страны (не хуже Киселёва и Соловьёва) о том, что если грянет бой, то, дядя Вова, мы с тобой. Хоровое пение оснащено подобающими милитаристскими картинками».
Кандидат филологических наук, профессор кафедры журналистики Московского гуманитарного университета Александр Бобров назвал исполнение песни Анной Кувычко «кувычкиными страданиями». Он писал: «тут бы МИДу и правоохранительным органам вмешаться — это ж политическая провокация и разжигание политического экстремизма… В США могут, кстати, подать в суд». Вячеслава Антонова он назвал графоманом и предположил, что ему не давала покоя «замечательная гражданская песня» Михаила Ножкина «Последний бой, он трудный самый». Свой рассказ о песне в учебном пособии по курсу «Литературное творчество: поэзия» он завершает риторическим вопросом: «почему Ленин в 53 — дедушка, а Путин в 63 — дядя Вова?».
Доктор философии по истории, сотрудница Университете Кан-Нормандия Галя Акерман (в 1973 году эмигрировавшая из СССР) анализировала семантику слов «Дядя Вова» в песне и на основе этого определяет её жанр: «Так русские дети называют старших в семье или в дружеском кругу: „дядя“ или „тётя“, плюс уменьшительное от имени… Короче говоря, это детская песня, адресованная Путину». Она обращала внимание, что дети одеты в военную форму и в видеоклипе Анны Кувычко входят в состав Бессмертного полка, «чьё присутствие в обществе теперь постоянно». «Но самое страшное (фр. «Mais le plus terrible) — это припев, повторенный трижды», — пишет исследователь. Акерман делает вывод, что «дети ввергнуты, юные и не имеющие интеллектуальной защиты (фр. «jeunes et sans défense intellectuelle), в „Ретротопию“, в возвращение в более или менее мифологизированное прошлое».
Доктор Войцех Сигень из Гданьского университета назвал видеоклип с Анной Кувычко симптоматическим продуктом современной военной пропаганды в России в большой статье, опубликованной в научном журнале «Problemy Wczesnej Edukacji» под названием «„Дядя Вова, мы с тобой!“. Использование детской семантики в российской политической пропаганде». Он отмечает, что клип Анны Кувычко (в отличие от оригинала в исполнении Вячеслава и Николая Антоновых) сделан профессионально. Запись стала популярной в российском сегменте интернета и широко комментировалась в СМИ. Детский хор одет в форму с нашивными шевронами различных силовых структур: полиции, Донской республики в годы Гражданской войны, на груди у ряда кадетов знаки отличников.
Польский исследователь подробно анализирует видеоряд клипа. Видео снято в двух местах. Одно из них — студия звукозаписи, где показаны либо отдельные дети крупным планом, либо хор в целом. В последнем случае дети стоят по стойке смирно в ряд (младшие впереди, старшие сзади), а Кувычко находится в середине. У всех исполнителей выражение лица серьёзное, глаза устремлены в одну точку. Второе место съёмки — Мамаев курган с монументом «Родина-мать зовёт!» в Волгограде. Хор стоит в ряд по стойке смирно, некоторые дети держат в руках чёрно-белые фотографии ветеранов войны. Фотографии хора прерываются кадрами мемориального комплекса «Героям Сталинградской битвы» (в том числе рельефами с надписями «Ни шагу назад!» и «За Советскую Родину!»), митингов за выход Великобритании из Евросоюза, развевающийся флага Российской Федерации, парада на Красной площади по случаю Дня Победы… Польский исследователь особо подчёркивает, что во время исполнения последней фразы припева некоторые дети поднимают сжатые кулачки.
Вывод, который Сигень делает на основе анализа видеоряда: «используются современные формы цифровой медиатизации. Это означает, что мы имеем дело с использованием современных медиатехнологий, включая ИТ-платформы, для распространения сообщения. Упрощая, можно сказать, что потоковые медиа являются эквивалентом массовой литературы начала XX века». С точки зрения автора статьи, благодаря одновременной активизации знакомого идеологического и визуального контента, которые представлены в привлекательной и разборчивой форме по легкодоступному каналу, авторам клипа удаётся добиться значительного пропагандистского эффекта. Речь идёт о переосмыслении закреплённых «в общем советском и российском общественном сознании» пропагандистских метафор.
В идеологическом плане, по мнению Сигеня, клип является образцом образного воплощения идеи русского патриотизма. С учетом выбора героев и изобразительного стиля патриотизм обнаруживается в двух пересекающихся семантических полях — военном и имперском. Патриотизм в клипе лишён гражданского элемента, детей, поющих песню, польский исследователь назвал «современным гибридом пионеров, комсомольцев, маркитантов и кадетов» (англ. «contemporary hybrid of pioneers, Komsomol members, male and female camp followers, and cadets»). С одной стороны, видеоряд отсылает зрителя к «ключевому военному триумфу Советов» — к Сталинградской битве. С другой стороны, присутствуют и имперские элементы: барельеф Михаила Кутузова, командовавшего царской армией в период наполеоновских войн, нашивка с надписью «Всевеликое Войско Донское», символизирующая казачью республику, воевавшую против большевиков в 1918 году, фраза, приписываемая императору Александру III.
По утверждению автора статьи, армия и флот «становятся единственными союзниками детей, которые начинают представлять нацию, а точнее будущее нации», «смысловое поле патриотизма состоит из идейного конгломерата взаимоисключающих элементов, которые здесь перестают быть взаимоисключающими, т. е. элементы царизма и Российской империи вместе с православием сливаются с „дедовской Красной звездой“ и Сталинградской битвой», «В XXI веке царизм, православие, большевизм и коммунизм дополняют друг друга… так как все они организованы вокруг одной основной черты патриотизма, а именно милитаризма».
По замечанию польского исследователя, восприятие Великой Отечественной войны авторами песни свидетельствует об их отходе от идеи возникновения и развития во времени в пользу анахронизма. Он также обращает внимание на упоминание «дяди Вовы», под которым явно понимается Владимир Путин. Однако, в данном случае он воспринимается не как президент, а как главнокомандующий. Метафора семейных уз, связывающих детей / нацию с вождём, по замечанию Сигеня, была характерна для СССР со времён Ленина, получила развитие в сталинскую эпоху, но «восходит к дореволюционным временам с фигурой царя-отца». В видеоряде исследователь находил приём «homo extraneus», свойственный XVIII веку, — присутствие «постороннего, не принадлежащего к сообществу». Такового Сигень увидел в одном из мальчиков в клипе, на котором несколько раз останавливается камера. Он, по убеждению исследователя, поразительно похож на Владимира Путина в детстве. Таким образом зритель имеет дело с двойником, дублирующим Путина-ребёнка, которого уже не существует. По мнению автора статьи, «Таинственная фигура двойника вызывает ощущение опасности, несчастья, а в некоторых случаях и смерти… Эта семантика эмоций согласуется с теми, что появляются в песне». Это ощущение опасности дополняется идеей необходимости выживания страны в борьбе против внешней угрозы.
В качестве итога своих размышлений Сигень пишет: «Подчинение вождю означает согласие на полное уничтожение общности (англ. «the complete annihilation of the community), т. е. детей, которые [в песне] являются олицетворением нации». Подтверждает автор статьи эту мысль примером: «В 2018 году метафору последней битвы конкретизировал Владимир Путин, который, говоря о возможном ядерном конфликте, сказал: „Зачем нам мир, в котором нет России?“». По мнению автора, видеоклип с участием Анна Кувычко рассчитан на широкую зрительскую аудиторию: «Герои клипа, дети, становятся одним из инструментов формирования желаемой формы патриотизма у аудитории клипа, многие в которой — взрослые».
Доктор философии, профессор Университета Отто-Фридриха в Бамберге Сандра Битцер, специализирующаяся на славянской лингвистике, в соавторстве с сотрудницей факультета философии и социальных наук Аугсбургского университета Андреа Штайнбах указывали в статье «Музыка на уроках русского языка» (2021), что на интернет-портале международного мультимедийного проекта АНО «ТВ-Новости», который финансируется российской газетой Russia Beyond в 2017 году появилась страница, на которой собраны песни о президенте Владимире Путине. Они отмечали, что в песне депутата Государственной Думы Анны Кувычко «Дядя Вова мы с тобой» «проявляется неизвестное нам понимание политики». Художественные образы в самой песне достаточно легко расшифровать даже для новичков в изучении русского языка. Однако, многочисленные пародии, которые песня вызвала в Интернете, будут понятны группе учащихся только при объяснении их содержания носителями языка, «так как они содержат слишком много разговорной лексики».
Журнал «zeitgeschichte|online» опубликовал статью доктора философии по истории Юлии фон Зааль «Дядя Вова, мы с тобой! Милитаризация и мобилизация повседневной детской жизни в Советском Союзе и России». В ней автор проводит параллели между пропагандой в СССР и современной России, обращённой к детям. В частности Юлия фон Зааль утверждает: «С середины 1930-х годов происходила беспрецедентная милитаризация и мобилизация повседневной жизни детей, готовившая подрастающее поколение к воображаемой войне. Это была не просто пропаганда… Война была настолько повсеместна в детском мире, что её можно было найти не только в игре, но даже в лексике, например, в таких терминах, как „оборонная игрушка“». По мнению фон Зааль, в Советском Союзе «идеологизацию и милитаризацию» детства не отменили даже после окончания Второй мировой войны. Короткая передышка в этой тенденции относится к периоду перестройки и к 1990-м годам. Исследователь утверждает в своей статье, что впоследствии эта тенденция возвращается. Юлия фон Зааль, анализируя данную проблему в современной России, цитирует фрагменты песни «Дядя Вова, мы с тобой!» и выносит её в заголовок своей статьи.
Доктор философии Роберт Киндлер на страницах швейцарского онлайн-журнал «Geschichte der Gegenwart» опубликовал статью «Фантомные боли имперскости: новый русский взгляд на Аляску» (нем. «Imperiale Phantomschmerzen: Neue russische Blicke auf Alaska»). В ней он утверждает, что упоминания о «русской» Аляске всё чаще встречались в «репрезентациях нового русского величия» последнего времени. По его словам, периодически всплывает связь между возвращением Крыма и перспективой возвращения Аляски. Так, надпись «Мы вернули Крым, вы должны вернуть Аляску!» размещена на мраморной доске, установленной в 2016 году в городе Евпатория. В связи с этим он пишет: «У некоторых до сих пор в ушах могут звучать звонкие голоса тех юных кадетов, которые в 2017 году пели в профессионально спродюсированном видео под названием „Дядя Вова, мы с тобой!“ среди прочего, о том, что однажды они приведут Аляску „назад“ — в порт приписки».

## В оценке средств массовой информации

### В России
Судьбу исполнения песни Анной Кувычко отслеживала газета «Московский комсомолец». Она писала, что после исполнения песня была размещена на личной странице депутата в Facebook, но «после общественного резонанса» видео было удалено. Затем Кувычко вновь восстановила запись. На тот момент Кувычко представляла в Государственной Думе город Волгоград. Автор одной из статей цитировал слова в отношении песни дьякона Андрея Кураева: «Когда придёт срок, умри один, не забирай всю Россию с собой в могилу». Также он отмечал, что в активной законодательной деятельности Анна Кувычко, состоящая во фракции партии «Единая Россия», не отличилась — она лишь присоединилась в качестве соавтора к четырём законопроектам своих коллег. Та же газета сообщала оценку песни самой депутатом Кувычко. Она заявила: «Клип выявил в России недостаток патриотизма». Кувычко утверждала, что относится к негативным откликам «со спокойной улыбкой», и не является ни авторами слов, ни музыки, а лишь исполняем исполнителями этого произведения, заверяя читателей, что «ни у волгоградских кадетов, ни у меня нет и не было планов по захвату мира или по силовому захвату Аляски»". Она признала, что существует в российском обществе существует «определённая ностальгия» по вопросу Аляски, но об осуществлении военной агрессии, по словам депутата, речь в песне не идёт. Саму же песню Кувычко относила к патриотическому воспитанию.
Публицист Александр Минкин отмечал на странице газеты «Московский комсомолец» за 14 ноября 2017 года, а затем в публикации этой статьи в сборнике своих статей, что в той части клипа Анны Кувыченко, действие которой происходит на открытом пространстве, ландшафт и его составляющие — отечественные, а когда оно перемещается в студию, то «родное исчезает. Наушники АКС К-55 — Австрия, поп-фильтр Shure — США, микрофоны тоже заокеанские».  Он писал, что содержание песни ему плохо понятно. Так, например, значение слова «гегемон» со времён школы ассоциируется у него с рабочим классом. «Он уже несколько раз доставал буржуев и, возможно, достанет опять», — предполагает публицист, но тут же высказывает сомнение, что гегемон «сумеет… отличить депутатов от буржуев». Минкин высказывал опасение, что детей, занятых в клипе «просто использовали. Им просто велели выучить грозные слова и петь, делая грозные лица». По его мнению, Запад не услышит «угроз», высказываемых хором кадетов. «А услышит — не испугается». Исполнение публицист назвал «детским воинственным писком» из-за отсутствия «взрослых аргументов». Вывод, который Минкин делает в заключении своей статьи: «Тех браконьеров, кто использовал ребёнка в своих корыстных целях,
следовало бы доставить приводом в родное СИЗО».
В декабре 2017 года «Московский комсомолец» отметила подготовку песни учащимися 4 класса одной из калининградских школ к конкурсу и недовольство этим их родителей. В 2018 году газета опубликовала ещё одну небольшую статью, посвящённую исполнению песни «Дядя Вова, мы с тобой», — на этот раз учениками средней школы № 11 Краснодарской области. Автор статьи заметил, что исполнение песни интересно было не всем школьникам: «кто-то нарочно поёт невпопад, кто-то увлечён смартфоном, а кто-то делает вид, что сейчас уснёт». Автор заметки отмечал, что оппозиционер Алексей Навальный также прокомментировал появление песни в сети. Он заявил, что во времена его детства и юности не существовало опасности требований персонала школы от учащихся принять участие в коллективном исполнении песни «Товарищ Брежнев позовёт в последний бой».
Издание «Russia Beyond» поместило на своей интернет-странице в декабре 2017 года статью-подборку «„Дядя Вова, мы с тобой!“ — Семь русских песен о Путине». Песня Вячеслава Антонова в исполнении Анны Кувычко и кадетов дала название статье и помещена в подборке под № 7. Автор статьи сделал ошибку в фамилии депутата и приписал ей авторство песни (нем. «Der jüngste Putin-Song stammt von Anna Kuwytschenko»).
Сайт Вести.ру так рассказывал историю распространения клипа: Анна Кувычко разместила его на своей странице в Facebook, но быстро удалила. Кто-то из пользователей перенёс его на YouTube. Широкое внимание к нему там привело к скандалу — «чувство гордости [за Отечество] меняется ровно на противоположное — стоит дослушать до припева». Автор статьи детально разбирает текст песни. Слово «достал» — жаргонное. Фраза, в которую оно включено, по мнению журналиста, — мутная: каких руководителей имеют ввиду авторы непонятно. Строчка «В Евросоюзе мнения нет» поющим её детям непонятна и неинтересна. Фраза «Вернём Аляску» говорит о том, что авторы клипа и сама Кувычко плохо знают историю. Аляску на законных основаниях Российская империя продала. Вывод, к которому приходит журналист: «Мне кажется, у детей 10 лет верными друзьями должны быть книжки и игрушки. И военный лицей не оправдывает настолько жёстко-милитаристскую тему», «это была бы просто пошлятина, если не уже упомянутый призыв умереть, „если потребуется“». В подтверждение он приводит мнение вдовы философа Александра Зиновьева Ольги Зиновьевой: «Это безвкусица. Мне кажется, у президента Путина вряд ли будет грудь вздыматься от счастья, когда он такое увидит».
Сайт делает вывод, что эффект от клипа получился не совсем тот, который ожидала Кувычко. Анонимный автор статьи на сайте телевизионной программы «Вести» предполагает, что Кувычко просто хотела, чтобы на неё обратили внимание и одновременно «показать, как она хорошо, в лёгкой доступной форме, учит детей патриотизму». Сам автор считает более важным для его формирования «посадить дерево, убрать Могилу Неизвестного Солдата, навестить ветерана».

### В британской прессе
Британская газета «Daily Mirror» увидела в песне патриотизм и изображение «слабого, разделённого Запада». Сама песня в статье охарактеризована как «леденящий кровь пропагандистский гимн» (англ. «chilling propaganda anthem») и «песня, пропитанная пропагандой в советском стиле», а её размещение в интернете как «первый шаг в заявке Владимира Путина на еще шесть лет пребывания в Кремле». Особо газета отмечала использование фрагментов записи митинга за выход Великобритании из Европейского союза в видеоклипе Анны Кувычко. По замечанию газеты, лозунги «Мы хотим вернуть нашу страну!» и «Голосуй за выход!» на транспарантах монтируются со словами песни о том, что российская молодёжь готова умереть за «дядю Вову».
Авторы статьи в «Daily Mirror» Уилл Стюарт и Стивен Джонс утверждают: «кадеты мечтают захватить крупнейший американский штат, проданный царями из династии Романовых за 7,2 миллиона долларов в 1867 году» (англ. «cadets dream of grabbing America's largest state»). Газета приводит комментарий Анны Кувычко под видеоклипом песни на её странице в Facebook: «Подрастающее поколение города-героя Волгограда, кто они? Люди думающие и очень любящие нашу страну — великую Россию! Они воспитаны на примере наших защитников, они ясно понимают, что их прадеды сражались здесь, на сталинградской земле когда-то за это голубое мирное небо. В эти дни перед ними стоят разные задачи, не менее серьезные, чем раньше. Но они справятся и победят!». Также «Daily Mirror» приводит негативные комментарии читателей страницы депутата: «Это чисто политическая пропаганда, втягивающая детей в политику и с ранних лет обучающая их тому, что война — это хорошо», «Мы на пути к новой Северной Корее».
Британский таблоид «The Sun» следующим образом интерпретирует слова песни и видеоряд клипа с Анной Кувычко: «кадеты с промытыми мозгами пугающе клянутся следовать за Путиным, если он прикажет им вступить в „последнюю битву“». В другом месте клип назван «леденящм душу пропагандистским видео». Затем газета утверждает: «Дети поют, что хотят захватить Аляску, проданную царями из династии Романовых США за 7,2 миллиона долларов в 1867 году». Автор статьи также отмечает, что для иллюстрации слабости Запада клип демонстрирует кадры с митинга Brexit.
Британская ежедневная газета-таблоид «Daily Mail» утверждала, что песня отражает «стремление Владимира Путина восстановить могущество России». Она также отмечала, что к моменту появления записи клипа Владимир Путин ещё не объявил, будет ли он баллотироваться на следующий шестилетний срок на президентских выборах в марте 2018 года, поэтому видео, подобные этому, показывают, что «ему расчищают путь». «Песня, пропитанная пропагандой в советском стиле», — даёт ей характеристику британская газета, а Анна Кувычко охарактеризована как «одна из ультралояльных депутатов».
В июне 2022 года журналист Марк Беннетт разместил в газете «The Times» статью под названием «Воспитанники русского детского сада поют „Дядю Вову“» с подзаголовком «Школы по всей России поделились видео, на которых дети поют о том, что они последуют за президентом Путиным „в последнюю битву“». Статью сопровождает фотография упомянутого в заголовке исполнения песни педагогами и воспитанниками Детского сада № 200 Ленинского района города Саратова.

### В средствах массовой информации США
Радио «Свобода» в ноябре 2017 года сообщало: «Песня „Дядя Вова“ распространяется по Сети со скоростью лесного пожара. Её тексту, видеоряду и, наконец, участию детей в явной пропаганде войны удивлены даже видавшие виды». Политик Дмитрий Гудков отметил: «Христианская культура, за которую так радеют власти, дала миру как минимум одно понимание, что детей втягивать в войну и политику нельзя».
В феврале 2018 года статью о видеоклипе Кувычко разместила американская газета «The Wall Street Journal» под названием «Предвыборная агитация сторонников Путина: вспомните Сталинград. Видео, снятое у памятника Победе в Великой Отечественной войне, — часть патриотической волны в преддверии мартовских выборов в России». Газета указывала, что снятый по инициативе депутата Кувычко видеоклип является частью патриотической агитации, подталкивающей Владимира Путина к новым шести годам пребывания у власти. В то же время, как отмечала газета, реакция государственного телевидению на него не является однозначной, что подчёркивает напряжённость вокруг попыток Кремля заручиться поддержкой населения, несмотря на застой в экономике и падение уровня жизни в последние годы. Сама Анна Кувычко заявила в интервью государственному телевидению, что хочет «продемонстрировать поддержку политики г-на Путина»: «Для меня и большинства жителей Волгограда идея России и сильного лидера неразделимы». Во время своей поездки в Волгоград в 2018 году президент Путин возложил венок к мемориальному комплексу, где Анна Кувычко сняла видеоклип.

### В СМИ Германии и Австрии
Немецкая газета «Frankfurter Rundschau», близкая к Социал-демократической партии Германии, рассказывает в одной из статей о митингах и других формах поддержки президента Владимира Путина, а также его курса. Среди них и акция Анны Кувичко со съёмками видеоклипа, в котором «два десятка мальчишек и девчонок в опрятной кадетской форме… [с] сияющими глазами и качающимися бантиками» спели «Дядя Вова, мы с тобой!».
Берлинская газета «Bild» увидела некоторое сходство песни «Дядя Вова, мы с тобой» с советскими песнями времён холодной войны, но акцент делала не на нём, а на новых элементах её содержания. По утверждению газеты, песня направлена против Европы, США, Украины и Японии. Внимание автора статьи привлёк видеоряд клипа с участием Анны Кувычко. В его оригинальной версии были продемонстрированы изображения российской армии, демонстраций против Европейского союза и беспорядков на Ближнем Востоке. С тех пор появились новые версии видео. Теперь на них можно увидеть и президента Путина. Он позирует для фотографа, и инспектирует военные учения. Всё это бывший московский корреспондент газеты Борис Райтшустер оценил как «подстрекательское пропагандистское видео», типичное для милитаризма и ощущения российским обществом серьёзной угрозы, исходящей со стороны НАТО.
Социолог и политолог Антон Химмельшпах на сайте dekoder.org: Russland und Belarus entschlusseln, публикующем статьи исследователей из европейских научных институтов и переводы на немецкий язык публикаций на русском языке, разместил статью «Песни о лидере». Он прослеживает судьбу клипа после того, как музыкальное видео стало вирусным в ноябре 2017 года. По его мнению, клип в итоге вызвал больше негативных откликов, чем похвал, в том числе и в государственных СМИ. Даже ведущий Антон Степаненко на государственном канале «Россия 24» подверг его критике. По словам Степаненко, в советское время музыканты сначала должны были утвердить свой репертуар в вышестоящих органах. Цензура, однако, была отменена в эпоху Гласности. По личному убеждению Степаненко, основанном на анализе отдельных случаев, в настоящее время можно утверждать, что это была ошибка.
В 2019 году немецкая газета «Frankfurter Allgemeine Zeitung» по случаю исполнения Концертным хором Санкт-Петербурга в День защитника Отечества в Исаакиевском соборе патриотической программы ставила это событие в один ряд «с пропагандистской детской песенкой „Дядя Вова, мы с тобой!“, в которой три года назад российские первоклассники клялись в готовности к последнему бою за верховного главнокомандующего».
Отдел новостей «RedaktionsNetzwerk Deutschland» разместил статью крупного немецкого журналиста, с 2012 по 2020 год главного редактора издания «Leipziger Volkszeitung» Яна Емендорфера «Как российская пропаганда пытается увлечь детей войной». В ней он опирается на статью Юлии фон Зааль в изложении своей точки зрения. В частности, он затрагивает и видеоклип: «Много лет назад интерпретатор (нем. Interpretin) Анна Кувыченко и группа детей в военной форме выпустили песню „Дядя Вова, мы с тобой!“, которая заверила Президента России (Вова — распространённая уменьшительная форма имени Владимир / Володя) в безоговорочной верности „великому полководцу“».
Журналист австрийской газеты «Der Standard» Томас Фриц Майер на её сайте подготовил 28-минутное аудиовыступление, записанное 27 июля 2022 года, рассказывающее о воспитании российской молодежи на основе традиционных ценностей и создании патриотической молодёжной организации. Предлогом для аудиозаписи послужила песня Вячеслава Антонова. «„Когда верховный главнокомандующий призовёт в последний бой, дядя Вова, мы с тобой!“, — так поёт 21 подросток в военной форме о Владимире Путине, которого ласково называют „дядя Вова“», — гласит аннотация к аудиозаписи.

### В других странах
Сайт Национальной общественной телевизионной сети Австралии в ноябре 2017 года разместил большую статью, посвящённую исполнению песни Анной Кувычко и хором кадетов. «Песня, исполненная группой юных курсантов, звучит зловеще, а стиль клипа напоминает пропагандистские визуальные эффекты, которые, как кажется, родом из советских времён», — утверждается в этой статье. Сайт приводит отзыв о песне Николая Сванидзе в эфире радиостанции «Эхо Москвы», который назвал её «бездарной перепевкой старой советской пропагандистской песни „Когда нас в бой пошлёт товарищ Сталин“». Автор статьи на сайте, цитируя фрагмент песни, напоминает читателям, что США приобрели у Российской империи территорию Аляски «по два цента за акр» и в 1959 году она был признан 49-м штатом США. Рассказывая об участии Анны Кувычко в исполнении песни и создании видеоклипа, автор статьи приводит прямую цитату из её интервью: «Мы победим!» (англ. «We will prevail!»), — заявила депутат.